# 斯特凡妮·韦雷迈尔
斯特凡妮·韦雷迈尔（德語：Stefani Werremeier，1968年10月17日—），德国女子赛艇运动员。她曾代表德国参加1992年和1996年夏季奥林匹克运动会赛艇比赛，其中1992年奥运会获得一枚银牌。